# Eucalyptus jutsonii
Eucalyptus jutsonii är en myrtenväxtart som beskrevs av Joseph Henry Maiden. Eucalyptus jutsonii ingår i släktet Eucalyptus och familjen myrtenväxter. Inga underarter finns listade i Catalogue of Life.